# Chelun
Chelun é uma comuna francesa na região administrativa da Bretanha, no departamento Ille-et-Vilaine. Estende-se por uma área de 11,25 km². Em 2010 a comuna tinha 360 habitantes (densidade: 32 hab./km²).